# نيل ترافيس
نيل ترافيس (بالإنجليزية: Neil Travis)‏ هو مونتير أمريكي، ولد في 12 أكتوبر 1936 في لوس أنجلوس في الولايات المتحدة، وتوفي في 28 مارس 2012 في أرويو غراندي في الولايات المتحدة.

## وصلات خارجية
- نيل ترافيس على موقع IMDb (الإنجليزية)
- نيل ترافيس على موقع ألو سيني (الفرنسية)
- نيل ترافيس على موقع أول موفي (الإنجليزية)
- نيل ترافيس على موقع قاعدة بيانات الأفلام السويدية (السويدية)
- نيل ترافيس على موقع قاعدة بيانات الفيلم (الإنجليزية)
- نيل ترافيس على موقع كينوبويسك (الروسية)